# Neil Peart
Neil Ellwood Peart (Hamilton, Canadà, 12 de setembre de 1952 - Santa Monica, Califòrnia, 7 de gener de 2020), va ser un músic canadenc, bateria i primer lletrista del grup de rock Rush.
En Peart va créixer a Port Dalhousie, Ontario (ara part de St. Catharines), treballant a diverses feines. La seva veritable ambició era ésser un bateria professional. Durant l'adolescència va anar de grup en grup cercant fer carrera com a bateria a temps complet. Després d'una etapa a Anglaterra per concentrar-se en la seva música, en Peart tornà cap a casa, on va incorporar-se a un grup local de Toronto, Rush, a l'estiu de 1974.
Des del principi de la seva carrera, el seu estil va ésser molt arrelat al hard rock. Molta de la seva inspiració venia de bateristes com en Keith Moon i en John Bonham, que eren al capdavant de l'escena musical del rock britànic. Més endavant començà a emular als músics de jazz i big band, com Gene Krupa i Buddy Rich. El 1994, en Peart va esdevindre amic i alumne de l'instructor de jazz Freddie Gruber. Va ésser durant aquest temps quan en Peart decidí refer la seva manera de tocar incorporant components de jazz i swing. En Gruber també va presentar-li els productes de Drum Workshop, l'empresa que patrocina actualment a Peart amb els seus productes.
En Peart ha rebut nombrosos premis per la seva execució musical, i és conegut per la seva habilitat tècnica i la seva resistència.
A banda de ser músic, també és un escriptor prolífic, havent publicat diverses memòries sobre els seus viatges. En Peart també és el principal lletrista de Rush. Escrivint lletres de Rush, en Peart toca temes universals i diversos temes com la ciència-ficció, fantasia i filosofia, així com temes seculars, humanitaris i llibertaris. Els seus quatre llibres són de no ficció basats en viatges. Va ser membre de l'orde del Canadà
Va morir víctima d'un càncer cerebral, després de tres anys i mig lluitant contra la malaltia.

## Vida i carrera

### Joventut
En Neil, el primer de quatre fills, va néixer a la granja de la seva família a Hagersville, als afores de Hamilton. El seu germà en Danny, i les seves germanes na Judy i na Nancy varen néixer després que la seva família se n'anés a viure a St. Catharines quan en Neil tenia dos anys. En aquell temps, son pare era gerent de recanvis de Dalziel Equipment, un proveïdor de maquinària agrícola. El 1956 la família va marxar cap a la zona de la ciutat Port Dalhousie. En Neil va assistir a l'escola Gracefield School, i descrivia la seva infància com a feliç, dient que va viure una càlida vida familiar. A l'adolescència primerenca es va interessar per la música i va adquirir una ràdio de transistors, que la faria anar per sintonitzar emissores de música pop de Toronto, Hamilton i Welland, Ontario i Buffalo, EUA.
La seva primera formació musical va arribar amb lliçons de piano (al seu video instructiu A Work in Progress comenta que no varen tenir gaire importància). Ell tenia una inclinació per fer percussió amb diversos objectes de la casa amb un parell de bastonets; així que per al seu tretzè aniversari, els seus pares varen comprar-li un parell de baquetes i un pad per practicar, prometent-li que si durant un any s'hi esmerçava li comprarien una bateria.
Així que amb 14 anys, els seus pares varen comprar-li una bateria, i en Neil va començar a prendre lliçons d'en Don George al Peninsula Conservatory of Music. El seu debut va tenir lloc a aquesta escola per Nadal, al Hall de l'Església Anglicana de St. Johns, a Port Dalhousie. La seva següent aparició va ésser a l'Instutut Lakeport High School amb el seu primer grup, The Eternal Triangle. Aquest primer concert varen tocar un tema original anomenat "LSD Forever"; i en aquest concert va fer el seu primer solo.
En Neil va aconseguir una feina al Lakeside Park, un parc d'atraccions al llac Ontario, que més tard va inspirar-lo per escriure la cançó amb el mateix nom del disc de Rush Caress of Steel. Va treballar al Bubble Game i al Ball Toss, però la seva tendència de prendre-s'ho amb calma quan el negoci anava fluix va fer que ho deixès. Al final de la seva adolescència, en Neil va tocar amb grups locals com els Mumblin' Sumpthin', els Majority, i JR Flood. Assajava amb aquests grups a garatges i tocaven a sales d'esglésies, instituts de secundària i pistes de patins a les ciutats del Southern Ontario com ara Mitchell, Seaforth i Elmira. També van tocar a Timmins, ciutat del nord d'Ontario. Les nits de dimarts anaven a improvisar al Niagara Theatre Centre.

### Carrera abans d'unir-se a Rush
Als divuit anys, després de lluitar per aconseguir l'èxit com a bateria al Canadà, en Neil va viatjar cap a Londres, Anglaterra; esperant seguir la seva carrera com a bateria professional. Tot i tocar amb alguns grups i aconseguint treball ocasional com a bateria d'estudi, va haver de treballar venent quincalla als turistes a una botiga anomenada The Great Frog, al Carnaby Street.
Mentrestant, a Londres, va descobrir els escrits del novelista i objectivista Ayn Rand. Els escrits d'en Rand varen tenir una influència filosòfica significativa per a en Peart, pel seu interès amb l'individualisme i l'objectivisme. Les referències a la filosofia d'en Rand es poden trobar a les lletres que componia, més notablement a la cançó "Anthem" del disc Fly By Night del 1975 i a la cançó "2112", del disc 2112 del 1976.
Després de divuit mesos sense concerts, i desil·lusionat del seu intent de progressar al negoci musical, en Peart va fer una pausa amb les seves aspiracions i va tornar al Canadà on, un cop arribat a St. Catharines, va treballar pel seu pare a Dalziel Equipment, venent recanvis de tractors.

### Entrant a Rush
Després de tornar al Canadà, en Peart va començar a tocar la bateria al grup Hush de St. Catharines, que tocaven al circuit de bars del sud d'Ontario. Poc després, un conegut el va convèncer per anar a una audició per al grup de Toronto Rush, que necessitaven un recanvi per al seu bateria original, en John Rutsey. En Geddy Lee i n'Alex Lifeson varen supervisar l'audició. Els seus futurs companys descriuen la seva arribada a la prova com a quelcom humorístic, perquè va arribar amb pantalonts curts, conduint un cotxe fet pols i amb la seva bateria emmagatzemada dins de pots d'escombraries. En Peart creia que l'audició va ésser un autèntic desastre. Tot i que en Lee i en Peart es varen caure bé a nivell personal (coincidint en gustos musicals i literaris), en Lifeson va tenir una impressió poc favorable d'ell. Després de discutir-ho, en Lee va convèncer a en Lifeson que l'estil maníac-britànic de tocar que tenia en Peart, recordant al bateria dels The Who, en Keith Moon, era el que el grup necessitava.
En Peart va entrar oficialment a Rush el 29 de juliol de 1974, dues setmanes abans de la primera gira del grup pels Estats Units. En Peart es va comprar un kit Slingerland d'argent que va tocar al primer concert amb el grup, com a teloners dels Uriah Heep i d'en Manfred Mann, davant d'11.000 persones al Civic Arena de Pittsburgh, Pennsylvania, el 14 d'agost de 1974.

### El principi de la carrera amb Rush
En Peart aviat s'assentà al grup, esdevenint el principal lletrista. Abans d'entrar a Rush, havia escrit algunes cançons; però no va participar gaire en l'escriptura de lletres. El grup volia enregistrar, però els tocava aprendre a viure viatjant amunt i avall.
El seu primer enregistrament amb el grup, el disc Fly by Night del 1975, va tenir força èxit, guanyant el premi Juno Award com a grup més prometedor; però el següent disc, Caress of Steel, amb el qual el grup tenia força esperances, va ésser rebut amb hostilitat per la crítica i els fans. En resposta a aquest acollida negativa, sobretot per la durada de la cançó "The Fountain of Lamneth" de la segona cara, en Peart va respondre escrivint la cançó "2112" al disc amb el mateix nom, del 1976. L'àlbum, tot i la indiferència de la discogràfica, va significar un punt d'inflexió i li va representar guanyar molts seguidors als Estats Units. La gira de suport va culminar amb una estada de tres nits al Massey Hall de Toronto, on en Peart somniava en tocar-hi des que era al circuit de bars del sud d'Ontario, i on va ésser presentat per en Lee com el "Professor a la bateria" (The Professor on the drum kit).
En Peart va tornar a Anglaterra durant la gira nord-europea, i el grup va romandre al Regne Unit per enregistrar el següent disc el 1977, A Farewell to Kings, als Rockfield Studios de Gal·les. Van tornar a Rockfield el 1978 per enregistrar el següent disc, Hemispheres, que el van compondre i escriure tot sencer a l'estudi. L'enregistrament de cinc discs d'estudi en quatre anys, juntament amb més de 300 concerts durant un any, varen convèncer el grup d'enfocar-ho de manera diferent des de llavors. En Peart descriu aquesta època al grup com un "túnel fosc".
A partir d'aquest moment, la carrera d'en Peart era gairebé exclusivament amb Rush.

### Reinvenció del seu estil
El 1992, en Peart va ésser convidat per la filla d'en Buddy Rich, na Cathy Rich, per tocar al concert memorial d'en Buddy Rich a Nova York. Intimidat primerament pel convit, en Peart va acceptar l'oferta i va tocar per primer cop amb la Buddy Rich Big Band. Sentint que la seva interpretació va deixar molt a desitjar, en Peart va decidir produir i tocar als dos discs tribut d'en Buddy Rich del 1994 i 1997 anomenats Burning for Buddy: A Tribute to the Music of Buddy Rich, per mirar de recuperar el seu aplom.
En Peart va escriure al seu lloc web personal: "Tot i això... encara tinc la sensació que, quan tocava aquest estil, només l'imitava; no el sentia pas proper. Així com acostumava a dir el vell Duke Ellington, 'això no vol dir res, si no té aquell swing', i no crec pas que jo ho fes".
A principis de 2007, en Peart i na Cathy Rich comentaren de fer un nou concert tribut a en Buddy. En Peart va decidir de millorar el seu estil de swing fent classes amb un altre alumne d'en Freddie Gruber, en Peter Erskine, qui era professor de n'Steve Gadd. El 18 d'octubre de 2008, en Peart va tornar a tocar al concert memorial d'en Buddy Rich al Hammerstein Ballroom de Nova York.

### Tragèdia familiar
Poc després de la culminació del tour de Rush del disc Test For Echo el 4 de juliol de 1997, la filla d'en Peart (na Selena Peart), de només 19 anys, va morir en accident de trànsit al Highway 401 prop del poble de Brighton, Ontario, el 10 d'agost. La seva dona, amb qui va estar casada durant 22 anys, na Jacqueline Taylor, va morir de càncer només 10 mesos després, el 20 de juny de 1998. En Peart, manté que la seva mort era resultat d'un "lent suïcidi per apatia. Ella no en tenia cura".
Al seu llibre Ghost Rider: Travels on the Healing Road, en Peart escriu com va dir als seus companys de grup al funeral de na Selena "considereu-me retirat". En Peart va prendre una pausa per plorar i reflexionar, temps en què va estar viatjant extensivament pel nord i el centre d'Amèrica amb la seva motocicleta BMW, fent 88.000 quilòmetres. Després del viatge, en Peart va decidir tornar al grup. En Peart va escriure Ghost Rider: Travels on the Healing Road com a crònica de les seves jornades geogràfiques i emocionals.
Mentre en Peart era de visita amb el fotògraf n'Andrew MacNaughtan a Los Angeles, en MacNaughtan va presentar a en Peart qui seria la seva futura dona, la fotògrafa na Carrie Nuttall. Es varen casar el 9 de setembre de 2000. Al principi de 2001, en Peart va anunciar als seus companys de grup que ja estava a punt per tornar a enregistrar i tocar. El primer disc del retorn del grup va ésser el disc Vapor Trails, el 2002. Al principi de la gira del disc, es va decidir entre els membres del grup que en Peart no participaria en la rutina diària d'entrevistres amb la premsa, ni a les sessions "Meet and Greet", que es fan a cada ciutat i que monopolitzen els dies del calendari de la gira. Ja que en Peart sempre defuig d'aquests esdeveniments, varen creure que no calia exposar-lo a les sessions de preguntes i respostes sobre els tràgics esdeveniments de la seva vida.
Des del llançament del Vapor Trails i retrobant-se amb els seus companys de grup, en Peart ha tornat a treballar com a músic a temps complet. Des de llavors, els Rush van fer el disc de versions Feedback (al Juny de 2004) i el seu divuitè disc d'estudi, Snakes & Arrows (al Maig de 2007), acompanyat de tres gires addicionals els anys 2004, 2007 i 2008.
El Juny de 2009, al News, Weather, and Sports en Neil, en un article titulat "Under the Marine Layer", va fer públic que ell i na Carrie esperaven el seu primer fill. Na Olivia Louise Peart nasqué el 12 d'agost de 2009.
En Peart i la resta del grup són actualment fent la gira per Nord-amèrica Time Machine Tour, programada per acabar el 17 d'Octubre a Santiago de Xile.

## Musicalitat

### Estil i influències

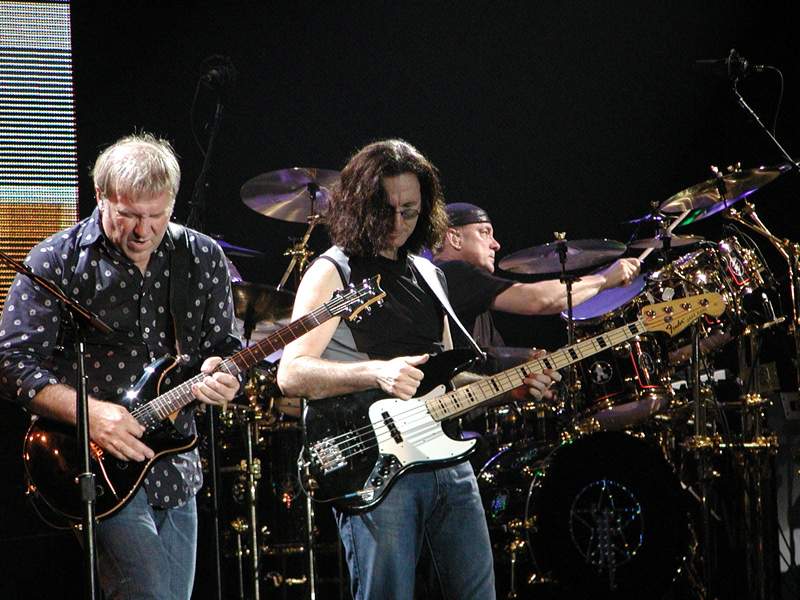
En Peart (a la dreta, darrere d'en Geddy Lee) tocant amb Rush.

En Peart és generalment considerat com un dels millors bateristes de rock pels fans, músics i revistes. Les seves influències són eclèctiques, i van des d'en Jon Thomas, en John Bonham, en Michael Giles, en Phil Collins, n'Steve Gadd, i en Keith Moon, fins a bateristes de fusion i jazz com en Billy Cobham, en Buddy Rich, en Bill Bruford i en Gene Krupa. Els Who varen ésser el primer grup que l'inspiraren a escriure cançons i tocar la bateria. En Peart es distingeix per tocar "butt-end out", capgirant la baqueta per a un major impacte i incrementant el "rimshot". "Quan vaig començar a tocar", diu en Peart, "si se'm trencava la punta d'una baqueta no me'n podia comprar pas unes de noves, així que les capgirava. Vaig acostumar-m'hi i segueixo utilitzant l'extrem pesat de les baquetes: em dona un impacte sòlid, però amb menys 'pes mort'."
En Peart ha tocat molt amb matched grip; però va decidir passar-se a l'estil tradicional com a part del redescobriment del seu estil a mitjans dels anys 90, quan estudiava amb el mestre de jazz Freddie Gruber. Poc abans de filmar el seu primer DVD instructiu A Work in Progress, en Peart va tornar enrere i agafar les baquetes com sempre havia fet, però passant a l'estil tradicional quan tocava cançons com ara Test for Echo i durant moments on ell sentia que era més adequat l'estil tradicional, així com a la secció de rudiments del seu solo de bateria. Comenta els detalls d'aquests canvis al seu DVD Anatomy of a Drum Solo.

### Equipament

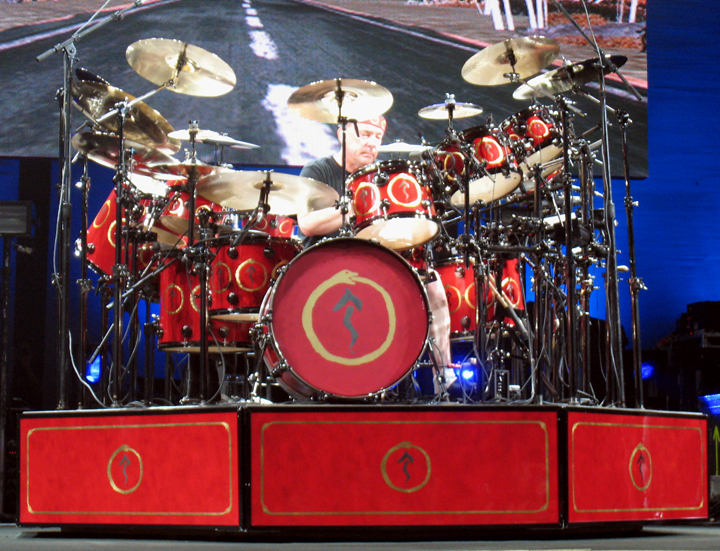
En Neil Peart i el seu kit de bateria de 360 graus

En Peart ha tocat, amb Rush, bateries Slingerland, Tama, Ludwig, i Drum Workshop, en aquest ordre.
Històricament ha tocat plats Zildjian A-series i plats xinesos Wuhan. Al principi de l'any 2000, en Peart va deixar aquestes dues marques per utilitzar exclusivament Paragon, una línia de plats creada per ell per la companyia Sabian. En directe, en Peart utilitza un kit de bateria de 360 graus, amb set acústic gran al davant i bateries electròniques al darrere.

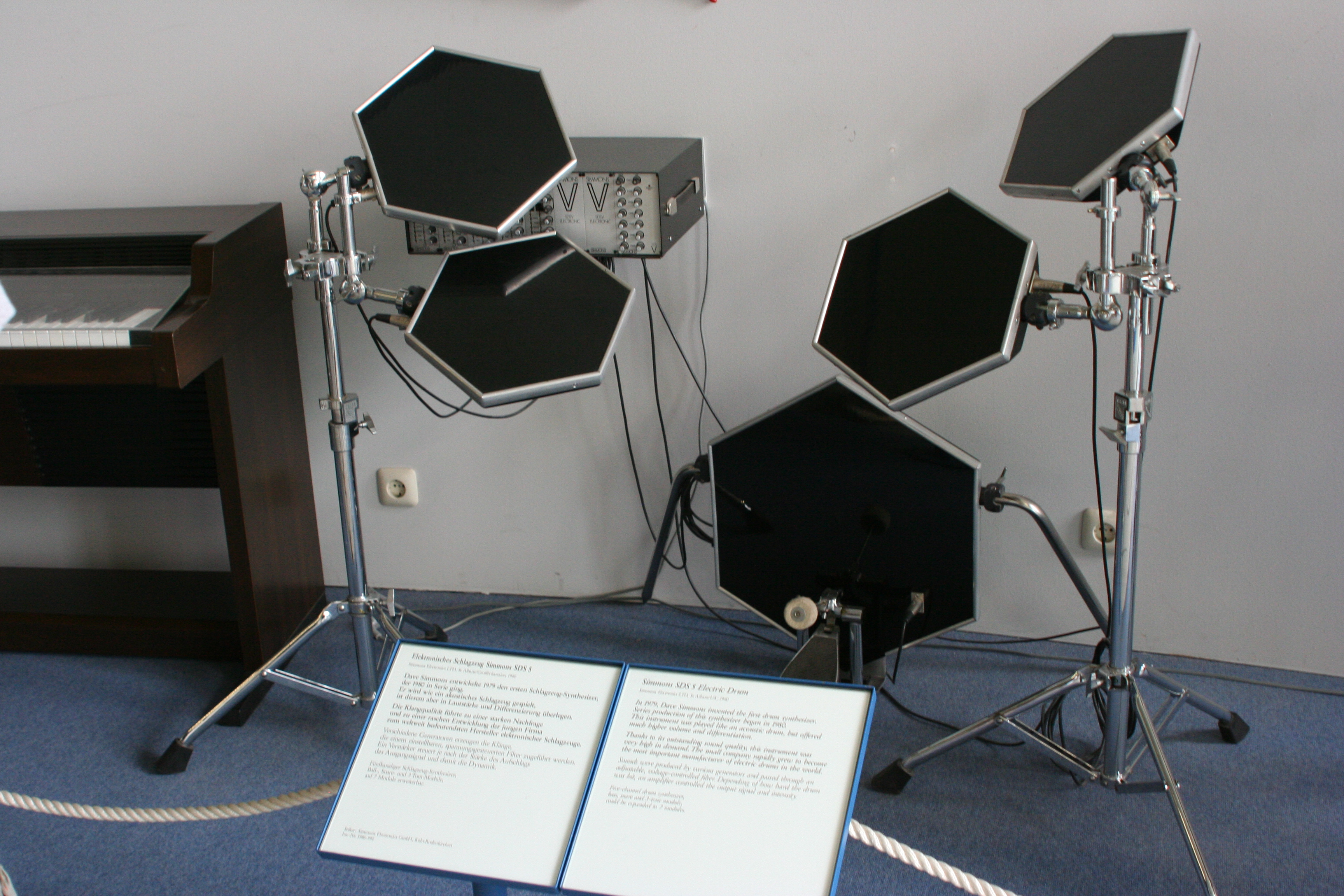
En Neil Peart va començar a incorporar Simmons Electronic Drums al disc del 1984 Grace Under Pressure

A finals dels anys 70, en Peart va començar a afegir al seu set acústic diferents elements de percussió, inclosos el glockenspiel, les campanes tubulars, wind chimes, cròtals, timbals, timbala, gong, mokugyo, bell tree, triangle, i esquellots melòdics. Des de mitjans dels anys 80, en Peart va substituir aquests instruments amb MIDI trigger pads. Això ho va fer per disparar sons de peces acústiques que, d'altra banda, ocuparien molt de lloc a l'escenari. També va afegir-hi alguns sons electrònics no instrumentals. Un dels pads MIDI que utilitza és el Malletkat Express que és un dispositiu MIDI electrònic de dues octaves que s'assembla a un xilòfon o piano. El Malletkat Express és fet de peces de goma per poder-lo fer anar amb qualsevol tipus de baqueta. Des del disc Grace Under Pressure del 1984, ha utilitzat bateries electròniques Simmons conjuntament amb mostrejadors. En Peart ha tocat moltes cançons principalment utilitzant les parts electròniques del seu kit de bateria (per exemple, "Red Sector A", "Closer to the Heart" al A Show of Hands (video) i "Mystic Rhythms" al R30.) Els solos de bateria d'en Peart també té parts tocades principalment amb les parts electròniques de la seva bateria.
Poc després d'incloure triggers i bateries electròniques, en Peart va afegir-hi el que ha estat una altra característica del seu kit: l'elevador rotatori de bateria. Durant els concerts de Rush, l'elevador rotatori permet moure dinàmicament les parts de la seva bateria (tradicional al davant, electrònica al darrere) i seguint de cara al públic mentre toca.
Al principi del segle xxi, en Peart ha començat a prendre avantatge dels avenços de les bateries electròniques; principalment, incorporant-hi Roland V-Drums i seguint utilitzant els samplers amb el seu kit acústic de percussió.
A l'Abril de 2006, en Peart va aconseguir el seu tercer set de bateria de DW, configurat molt semblant al de la gira de l'R30, amb acabat de color Tobacco Suburst sobre capa exterior de maple, amb ferralla cromada. Es refereix a aquest kit com el kit de la costa oest, perquè el va començar a utilitzar a Los Angeles. A més del seu ús a gravacions amb Vertical Horizon, ell l'ha fet anar mentre ha estat component parts per al darrer disc de Rush, Snakes & Arrows. Compta amb un bombo de 23"; la resta de mides són com les del kit de la gira de l'R30.
El Març de 2007, en Peart va fer públic que DW li preparava un nou set vermell de fusta de maple i ferralla negra, amb logos d'or d'"Snakes & Arrows" perquè en Nil el faci anar a la gira de l'Snakes & Arrows Tour.

### Solos
En Peart és sovint considerat com un dels millors executors de solos. És conegut pels seus extens i complicats solos de bateria que contenen compassos senars, arranjaments complexes (sovint amb patrons separats entre les extremitats superiors i inferiors; per exemple, un ostinato conegut com "The Waltz"), i amb instruments de percussió exòtics. Ha interpretat aquests solos a cada disc en directe enregistrat pel grup. Als primers discs en directe (All the World's a Stage i Exit...Stage Left), el solo era part d'una cançó. En els següents discs en directe, el solo s'ha inclòs com a tema per separat. El seu darrer DVD instruccional Anatomy of a Drum Solo, és un examen en profunditat sobre com construeix un solo. Utilitza el seu solo de la gira R30 (30è aniversari) del 2004 com a base per a examinar-lo, a més d'altres lectures i demostracions sobre com construir un solo de bateria que sigui musical en lloc d'indulgent.

## Lletres
En Peart també és el principal lletrista de Rush. La literatura l'ha influenciat molt als seus escripts i, com a tal, ha abordat una àmplia gamma de temes. Durant els seus inicis a Rush, la majoria de la seva escriptura era influenciada per fantasia, ciència-ficció, mitologia i filosofia. Darrerament tracta més sobre el món real, assumptes personals com la seva vida a la carretera i parts de la seva adolescència.
La cançó "2112" se centra en la lluita d'una persona contra el col·lectivisme d'un estat totalitari. Això es va convertir en un alliberament del grup, però també va rebre crítiques per la inspiració que en Peart va tindre de n'Ayn Rand a les lletres. "Hi va haver una racció notable, especialment de la premsa anglesa, essent finals dels anys 70, quan el col·lectivisme encara era de moda, especialment entre els periodistes", va dir en Peart. "Ens anomenaven 'Feixistes junior' i 'Amants d'en Hitler'. Va ésser un xoc total per a mi.
Cansat de les acusacions de feixisme or de lleialtat ideològica a la filosofia d'en Rand sobre l'objectivisme, en Peart va tractar de recordar als seus oients el seu eclecticisme i independència a les seves entrevistes. No va pas tractar de defensar els punts de vista d'en Rand: "En primer lloc, no s'hauria d'exagerar la influència que en tinc dels escrits de n'Ayn Rand; per què no en sóc pas un deixeble."
Al disc Permanent Waves de l'any 1980 mostraven un Peart sense literatura fantàstica o l'antiga mitologia dels seus escripts. El disc Moving Pictures del 1981 mostraven que en Peart encara estava interessat en heroiques figures mitològiques, però ara les trasllada a contextos moderns. La cançó "Limelight" del mateix disc és un relat autobiogràfic de les reserves d'en Peart davant la seva pròpia popularitat i la pressió de la fama. Des del disc Permanent Waves endavant, moltes de les lletres d'en Peart aniran sobre girs socials, emocionals i humanitaris, generalment des d'un punt de vista objectiu i emprant l'ús de metàfores i representacions simbòliques.
El disc Grace Under Pressure del 1984 s'enfila amb temes com l'Holocaust ("Red Sector A") i la mort d'amics propers ("Afterimage"). A partir del disc del 1987 Hold Your Fire i incloent els discs Presto (1989), Roll the Bones (1991), i Counterparts (1993), en Peart continuarà explorant diversos motius lírics, encara que passant per alt el topic de l'amor i les relacions ("Open Secrets", "Ghost of a Chance", "Speed of Love", "Cold Fire", "Alien Shore") per què ell ho percep com un estereotip fressat inherent. Tot i això, el disc Vapor Trails (2002) parla força sobre qüestions personals d'en Peart, juntament amb altres temes humanitaris, com l'atac terrorista de l'11 de Setembre als EUA ("Peaceable Kingdom"). El disc més recent del grup, Snakes & Arrows, tracta en primer lloc sobre opinions d'en Peart sobre la fe i la religió.
Les opinions de les lletres d'en Peart sempre han estat dividides. Mentre que els fans l'han lloat com un home reflexiu i intel·ligent, alguns crítics l'han anomenat excessivament forjat i grandiloqüent. Per exemple, el 2007 va ésser escollit com el segon "pitjor lletrista de rock" de la revista Blender.

## Punts de vista polítics
En Peart mai s'ha identificat públicament amb cap partit polític o organització al Canadà o als Estats Units. Tot i això, els seus punts de vista polítics i filosòfics han estat analitzats sovint a través del seu treball amb Rush i altres fonts. En Peart és catalogat sovint com un objectivista i un admirador de n'Ayn Rand, basat en el seu treball amb Rush als anys 70, particularment amb la cançó "Anthem" i el disc 2112, on hi ha una dedicatòria a "el geni de n'Ayn Rand." De tota manera, durant una entrevista l'any 1994, mentre discutien "és de gran importància en matèria de justícia i llibertat", en Peart específicament es va distanciar d'una línia estrictament objectivista, afirmant que "no sóc pas deixeble de ningú."
Encara que en Peart és considerat sofint com un "conservador" i "republicà" estrella del rock, el 2005 es va autodescriure com una persona "d'esquerres amb tendències llibertàries", i és sovint citat com una celebritat libertària. També parla que el canal de televisió Fox News Channel és esbiaixat cap als conservadors i refuta les acusacions britàniques que ell i els Rush són un grup de rock de dretes, al seu llibreRoadshow: Landscape with Drums: a Concert Tour by Motorcycle. L'any 2008, en Peart es descriu a si mateix com un "gairebé llibertari" i va afirmar que les lleis relatives als casc de motos, sovint criticades pels llibertaris, "no són pas cap problema per a mi".

## Llibres
En Peart és l'autor de quatre llibres de no-ficció, el darrer escrit el setembre de 2006. El seu creixement com a autor (no incloent-hi les lletres de Rush), ha estat arran de cartes privades i diaris de viatge enviats a un petit cercle d'amics i familiars. El seu primer llibre, anomenat The Masked Rider: Cycling in West Africa, va ésser escrit el 1996 sobre un viatge d'un mes amb bicicleta al Camerun, el Novembre de 1988. El llibre explica els viatges d'en Peart a través de viles i pobles amb quatre ciclistes més. El llibre original va tenir un tiratge limitat, però després d'una bona crítica i èxit comercial del segon llibre, Masked Rider va ésser reimprès a partir de 2006.
Després de perdre la seva dona i la seva llavors única filla, en Peart va escriure Ghost Rider: Travels on the Healing Road. En Peart i la resta del grup varen ésser sempre capaços de mantenir la seva vida privada lluny de la seva imatge pública amb Rush. Tot i això, Ghost Rider és una narració en primera persona d'en Peart a la carretera, amb una motocicleta BMW R1100GS, en un esforç de posar la seva vida en ordre, fent un extens recorregut a través de l'Amèrica del Nord.
Després de fer un altre viatge (aquest cop en cotxe), en Peart reflexiona sobre la seva vida, la seva carrera, la seva família i la seva música. Això ho tracta al seu tercer llibre: Traveling Music: The Soundtrack Of My Life And Times. En podem extreure que en Peart encara té cicatrius emocionals, però està construint una nova vida. Igual que amb els seus dos darrers llibres, no narra en primera persona.
Trenta anys després que en Peart s'unís a Rush, el grup ha fet la gira del 30è aniversari. I el Setembre de 2006 publica el llibre Roadshow: Landscape With Drums, A Concert Tour By Motorcycle explicant el tour des de darrere de la seva bateria i des de les seves motos BMW R1150GS i R1200GS.

## DVDs
A més dels videos de Rush com a grup, en Peart ha publicat dos DVDs educacionals:
- A Work in Progress. Miami, Florida: Warner Bros. Publications. 2002. ISBN 0757990290 Originalment publicat en suport VHS l'any 1996 i publicat de nou en format DVD el 2002.
- Anatomy of A Drum Solo S.l.: Hudson Music: Distribuït per Hal Leonard. 2005. ISBN 1423407008

## Premis i distincions
En Peart ha rebut els següents premis dels lectors de la revista Modern Drummer:
- Hall of Fame: 1983
- Best Rock Drummer*: 1980, 1981, 1982, 1983, 1984, 1985, 1986, 2006, 2008
- Best Multi-Percussionist*: 1983, 1984, 1985, 1986
- Best Percussion Instrumentalist: 1982
- Most Promising New Drummer: 1980
- Best All Around: 1986
- 1986 Honor Roll: Rock Drummer, Multi-Percussion

(* - Com a membre del Honor Roll en aquestes categories, ja no és elegible per votar-lo a les categories anteriors.)
- Best Instructional Video: 2006, for Anatomy of A Drum Solo
- Best Drum Recording of the 1980s, 2007, for "YYZ" from Exit...Stage Left
- Best Recorded Performance: 
  - 1980: Permanent Waves
  - 1981: Moving Pictures
  - 1982: Exit...Stage Left
  - 1983: Signals
  - 1985: Grace Under Pressure
  - 1986: Power Windows
  - 1988: Hold Your Fire
  - 1989: A Show of Hands
  - 1990: Presto
  - 1992: Roll the Bones
  - 1993: Counterparts
  - 1997: Test for Echo
  - 1999: Different Stages
  - 2002: Vapor Trails
  - 2004: R30
  - 2007: Snakes & Arrows

En Peart ha rebut els següents premis de la revista DRUM! magazine el 2007:
- Drummer of the Year
- Best Progressive Rock Drummer
- Best Live Performer
- Best DVD (Anatomy Of A Drum Solo)
- Best Drumming Album (Snakes & Arrows)

En Peart ha rebut els següents premis de la revista DRUM! magazine el 2008:
- Drummer of the Year
- Best Progressive Rock Drummer (Runner-Up)
- Best Mainstream Pop Drummer (Runner-Up)
- Best Live Drumming Performer

En Peart ha rebut els següents premis de la revista DRUM! magazine el 2009:
- Drummer Of The Year
- Best Progressive Rock Drummer

En Peart ha rebut els segeüents premis de la revista DRUM! magazine el 2010:
- Drummer of the Year
- Best Live Performer (Runner-Up)
- Best Progressive Rock Drummer (Runner-Up)

Amb els seus companys en Lee i en Lifeson, en Peart va ésser anomenat Oficial de l'Orde del Canadà el 9 de maig de 1996. El trio va ésser el primer grup de rock a rebre aquest honor, com a grup. En Peart també es va incloure al Canadian Songwriter Hall of Fame amb els seus companys de grup, en Lifeson i en Lee